# Петар Карапетров
Петар Карапетров (болг. Петър Панталеев Карапетров; літературний псевдонім Черновежд) нар. 17 червня 1845, Панагюриште — пом. 3 березня 1903, Софія — журналіст, видавець, редактор.

## Біографія
27 липня 1865 Карапетров заснував читалиште «Виделина» і став його першим директором. У 1866 році поїхав до Царіграда, де займався освітньою та літературною діяльністю. У 1873 році став головою болгарської видавничої компанії болг. "Промишление", заснованої в 1870 році, а невдовзі — видавцем однієї з відомих болгарських газет «День», що виходила в Царіграді .
У 1879 році він був призначений членом в Окружний суд в місті Кюстендил, а потім секретарем Верховного суду. У 1880 році він був обраний народним представником Кюстендилського регіону на Національних зборах Болгарії. Карапетров був першим софійським мировим суддею, начальником відділу прокуратури, головним секретарем Міністерства юстиції, членом Софійського окружного суду.
Він є автором книг з болгарської історії та історії Панагюриште. Був обраний членом Болгарського літературного товариства (сьогоднішньої Болгарської академії наук).

## Твори
- Карапетров, П. Материали за описвание града Панагюрище и околните му села. Средец, 1893
- Черновежд, Кратко описание на Панагюрското възстание, провъзгласено на 20-й априлий 1876 година… Средец, 1893
- Кратка история на българската черкова. Средец, 1894.
- Сбирка от статии. Средец, 1894.